# Yul Arzú
Yul Arzú Casildo (San Pedro Sula, Cortés, Honduras; 21 de octubre de 1986) es un exfutbolista hondureño. Jugaba de portero.

## Selección nacional
El 29 de agosto de 2014 se anunció que Arzú había sido convocado para disputar la Copa Centroamericana 2014 con Honduras.

### Participaciones en Copa Centroamericana
| Copa Centroamericana      | Sede           | Resultado    |
| ------------------------- | -------------- | ------------ |
| Copa Centroamericana 2014 | Estados Unidos | Quinto lugar |

## Clubes
| Club             | País     | Año                | Partidos |
| ---------------- | -------- | ------------------ | -------- |
| Real España      | Honduras | 2005 - 2007        | 3        |
| Deportes Savio   | Honduras | 2007 - 2008        | 36       |
| Vida             | Honduras | 2009               | 24       |
| Atlético Choloma | Honduras | 2010 - 2012        | 12       |
| Vida             | Honduras | 2012 - 2013        | 28       |
| Marathón         | Honduras | 2013 - 2015        | 38       |
| Juticalpa        | Honduras | 2015 - 2016        | 14       |
| Real Sociedad    | Honduras | 2017 - 2018 Retiro | 47       |